# (35344) 1997 HX6
1997 HX6 (asteroide 35344) é um asteroide da cintura principal. Possui uma excentricidade de 0.15791380 e uma inclinação de 2.35305º.
Este asteroide foi descoberto no dia 30 de abril de 1997 por LINEAR em Socorro.